# Senoverso

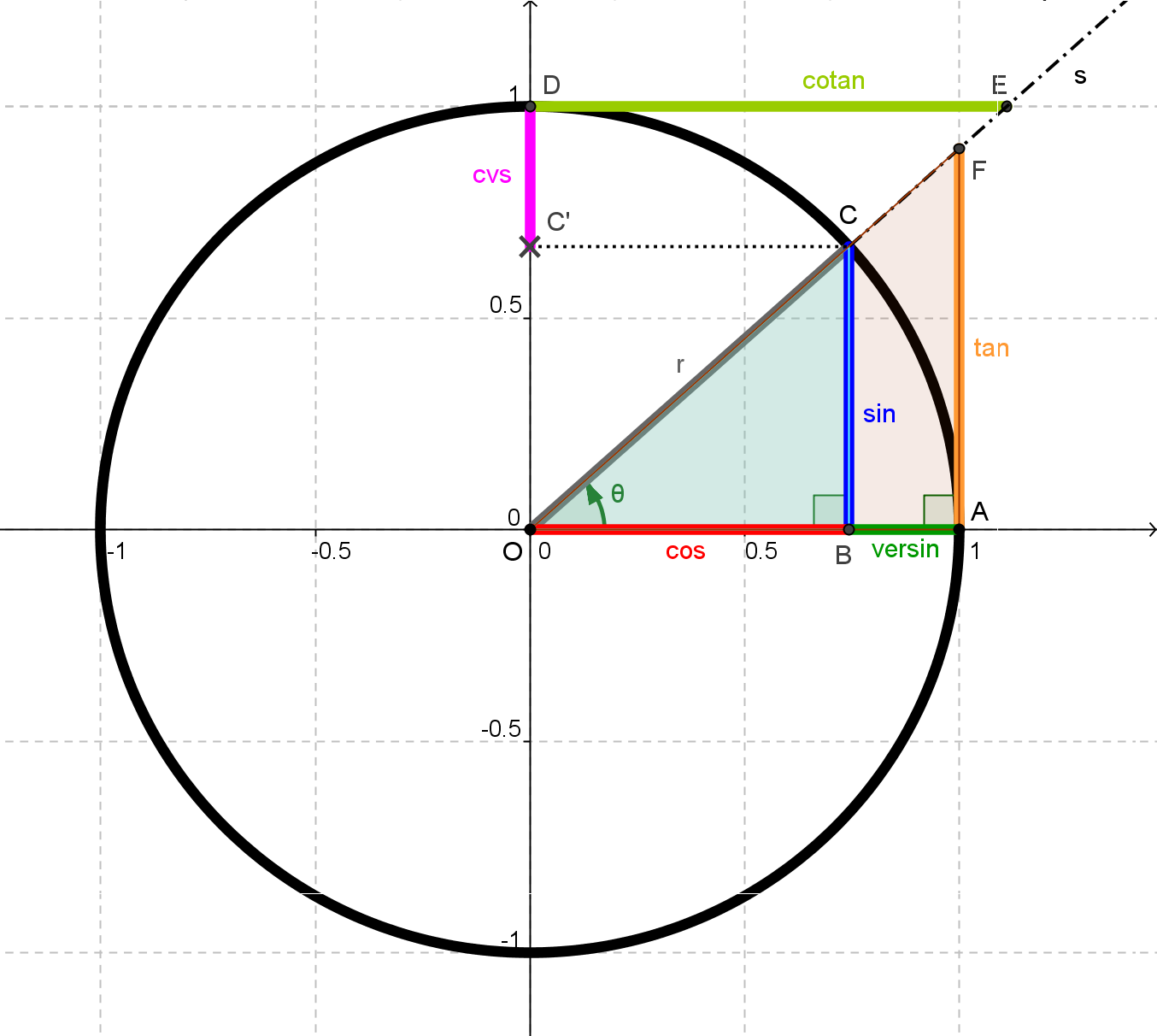
Funzioni trigonometriche. Il senoverso (in verde scuro) è indicato sull'asse delle ascisse, accanto al coseno (in rosso). Dalla figura si vede che il senoverso è il complemento a 1 del coseno: infatti il senoverso assieme al coseno corrispondono al raggio della circonferenza trigonometrica, che è unitario.

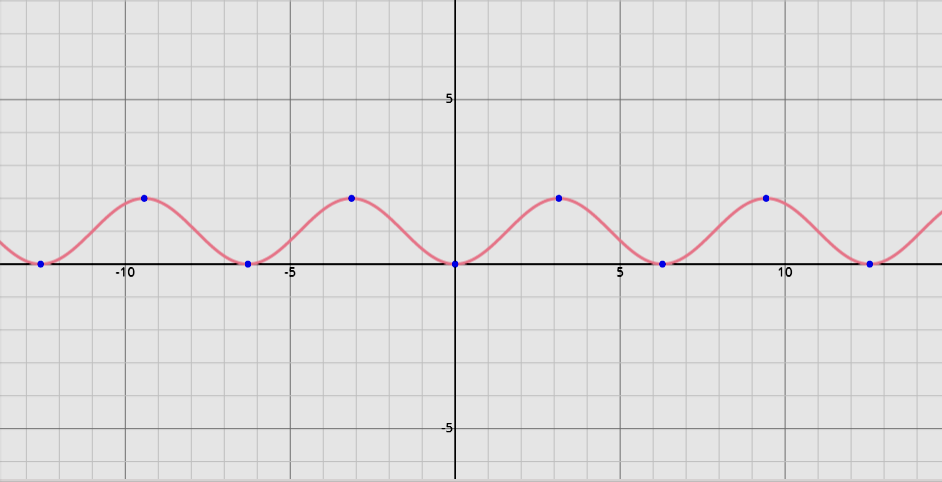
Il grafico del senoverso.

In matematica, il senoverso (dal latino sinus versus), è una funzione goniometrica definita come:
{\displaystyle {\textrm {versin}}\,\theta :=1-\cos \theta =2\sin ^{2}{\frac {\theta }{2}}.}
Questa funzione e quella del seno si trovano per la prima volta nel trattato indiano "Surya Siddhanta" di astronomia, e immediatamente dopo negli scritti di Aryabhata, matematico indiano, che compilò una tavola di dette funzioni. La funzione seno era denominata "Jua"; quando ruotata di 90°, ed ancora limitata dall'arco, divenne "utkramajya" o "utramadjia" (versed sine/seno ruotato/senoverso).
Esistono altre funzioni correlate, tra cui:
- il cosenoverso

{\displaystyle {\textrm {vercosin}}\,\theta :=1+\cos \theta =2\cos ^{2}{\frac {\theta }{2}};}
- il seno coverso, definito come il senoverso dell'angolo complementare {\displaystyle {\pi  \over 2}-\theta }

{\displaystyle {\textrm {coversin}}\,\theta :={\textrm {versin}}\left({\pi  \over 2}-\theta \right)=1-\sin \theta ;}
- il coseno coverso, definito come il cosenoverso dell'angolo complementare {\displaystyle {\pi  \over 2}-\theta }

{\displaystyle {\textrm {covercosin}}\,\theta :={\textrm {vercosin}}\!\left({\frac {\pi }{2}}-\theta \right)=1+\sin \theta ;}
- l'emisenoverso, o semisenoverso cioè la metà del senoverso

{\displaystyle {\textrm {haversin}}\,\theta :={{\textrm {versin}}\,\theta  \over 2}={\frac {1-\cos \theta }{2}}=\sin ^{2}{\frac {\theta }{2}};}
- l'emicosenoverso, o semicosenoverso, ossia la metà del coseno verso

{\displaystyle {\textrm {havercosin}}\,\theta :={\frac {{\textrm {vercosin}}\,\theta }{2}}={\frac {1+\cos \theta }{2}}=\cos ^{2}{\frac {\theta }{2}};}
- l'emisenocoverso, o semisenocoverso, ossia l'emisenoverso dell'angolo complementare {\displaystyle {\pi  \over 2}-\theta }

{\displaystyle {\textrm {hacoversin}}\,\theta :={\textrm {haversin}}\left({\pi  \over 2}-\theta \right)={{\textrm {coversin}}\,\theta  \over 2}={\frac {1-\sin \theta }{2}};}
- l'emicosenocoverso, o semicosenocoverso, ossia la metà del coseno coverso

{\displaystyle {\textrm {hacovercosin}}\,\theta :={\frac {{\textrm {covercosin}}\,\theta }{2}}={\frac {1+\sin \theta }{2}};}
- la secante esterna

{\displaystyle \mathrm {exsec} \,\theta :=\sec \theta -1;}
- la cosecante esterna

{\displaystyle \mathrm {excsc} \,\theta :=\csc \theta -1.}

## Storia ed applicazioni
Storicamente, il senoverso era considerato una delle più importanti funzioni goniometriche, ma ha perso popolarità in tempi moderni a causa della disponibilità di computer e calcolatrici scientifiche. Quando {\displaystyle \theta } tende a zero, {\displaystyle \mathrm {versin} \,\theta } è la differenza tra due valori quasi uguali, per cui un utilizzatore di una tavola trigonometrica contenente solo i valori del coseno necessiterebbe una grandissima accuratezza, rendendo conveniente delle tavole separate con i valori stessi del senoverso. Persino con l'uso del computer, l'errore di arrotondamento rende consigliabile per piccoli valori di {\displaystyle \theta } l'uso della formula {\displaystyle 2\sin ^{2}{\theta  \over 2}} al posto di {\displaystyle 1-\cos \theta }. Un ulteriore vantaggio storico del senoverso è che è sempre non negativo, cosicché il suo logaritmo è definito ovunque eccetto per i singoli valori dove è zero. Pertanto si possono usare le tavole dei logaritmi per le moltiplicazioni nelle formule che implicano dei senoversi.

senoverso (versin) in verde

Di fatto, la più antica tavola dei valori delle funzioni goniometriche sopravvivente, del IV-V secolo "siddhantas" dall'India, era solamente una tavola di valori per il seno ed il senoverso (con incrementi di 3,75° da 0° a 90°). Ciò, forse, è meno sorprendente considerando anche che il senoverso compariva come passo intermedio nella applicazione della formula di bisezione {\displaystyle \sin ^{2}{\theta  \over 2}={{\textrm {versin}}\,\theta  \over 2}}, derivata da Tolomeo, e che fu utilizzata per produrre tali tavole.
L'emisenoverso, inoltre, era importante nella navigazione in quanto appare nella formula dell'emisenoverso, che viene impiegata per calcolare accuratamente le distanze su una sfera date le posizioni angolari (per esempio longitudine e latitudine). Si potrebbe usare direttamente il senoverso, ma l'avere una tavola dell'emisenoverso rimuove la difficoltà di calcolare radici quadrate su radici quadrate. Il termine emisenoverso apparentemente venne coniato nei testi di navigazione per appunto per tale applicazione (vedasi riferimenti).
Per quanto concerne il seno, l'etimologia risale ad una errata traduzione del XII secolo dal sanscrito jiva tramite l'arabo. Per contrapporlo al senoverso (sinus versus), la funzione goniometrica seno, ordinaria, storicamente veniva talvolta chiamata seno verticale (sinus rectus). Il significato di questi termini risulta evidente se per le loro definizioni si guarda alle funzioni nel contesto originale, un cerchio unitario, mostrato alla destra. Per una corda verticale {\displaystyle AB} del cerchio di raggio unitario, il seno dell'angolo {\displaystyle \theta } (metà dell'angolo sotteso all'arco {\displaystyle ADB}) è il segmento {\displaystyle AC} (la semicorda). Per contro, il senoverso di {\displaystyle \theta } è il segmento {\displaystyle CD} dal centro della corda al centro dell'arco. (pertanto la somma di {\displaystyle \cos \theta =OC} e {\displaystyle \mathrm {versin} \,\theta =CD} è il raggio {\displaystyle OD=1.} Rappresentati in questo modo, il seno è verticale (rectus) mentre il senoverso è rovesciato sul suo lato (versus); entrambi sono segmenti da {\displaystyle C} al cerchio. Questa figura illustra pure la ragione per cui la funzione senoverso venne talvolta chiamata sagitta, latino per freccia, dall'uso arabico di "sahen" di uguale significato. Se l'arco {\displaystyle ADB} viene visto come un arco e la coda {\displaystyle AB} come la sua corda, allora la funzione senoverso {\displaystyle CD} è chiaramente l'asticciola della freccia.
Ulteriormente, proseguendo nella interpretazione del seno come "verticale" e del senoverso come "orizzontale", sagitta è pure un sinonimo obsoleto di ascissa.
Un periodo {\displaystyle \left(0<\theta <{\pi  \over 2}\right)} di una forma d'onda del senoverso, o più comunemente dell'emisenoverso, viene comunemente impiegato nella teoria di elaborazione dei dati e dei controlli come forma di impulso o finestra, perché, considerando l'emisenoverso, passa dolcemente da zero ad uno (continua nei valori e pendenza) e ritorna a zero. Per queste applicazioni gli viene attribuito il nome di filtro a coseno sopraelevato.

## Senoverso di curve e corde arbitrarie
Il termine senoverso è pure talvolta utilizzato per descrivere le deviazioni dalla dirittura di curve piane arbitrarie di cui il cerchio ne è un caso particolare. Data una corda tesa da due punti di una curva, la misura della distanza {\displaystyle D}, sull'asse della corda, tra la corda e la curva è denominata misura di senoverso. Per una linea retta il senoverso di qualsiasi corda è zero, quindi questa misura caratterizza la dirittura di una curva. Al limite, come la lunghezza {\displaystyle L} della corda tende a zero, il rapporto {\displaystyle {D \over L^{2}}} tende alla curvatura istantanea.
Questa utilizzazione è comune particolarmente nel trasporto ferroviario, dove descrive la misura di dirittura dei binari.